# Nado sincronizado nos Jogos Olímpicos de Verão de 2008 - Equipes

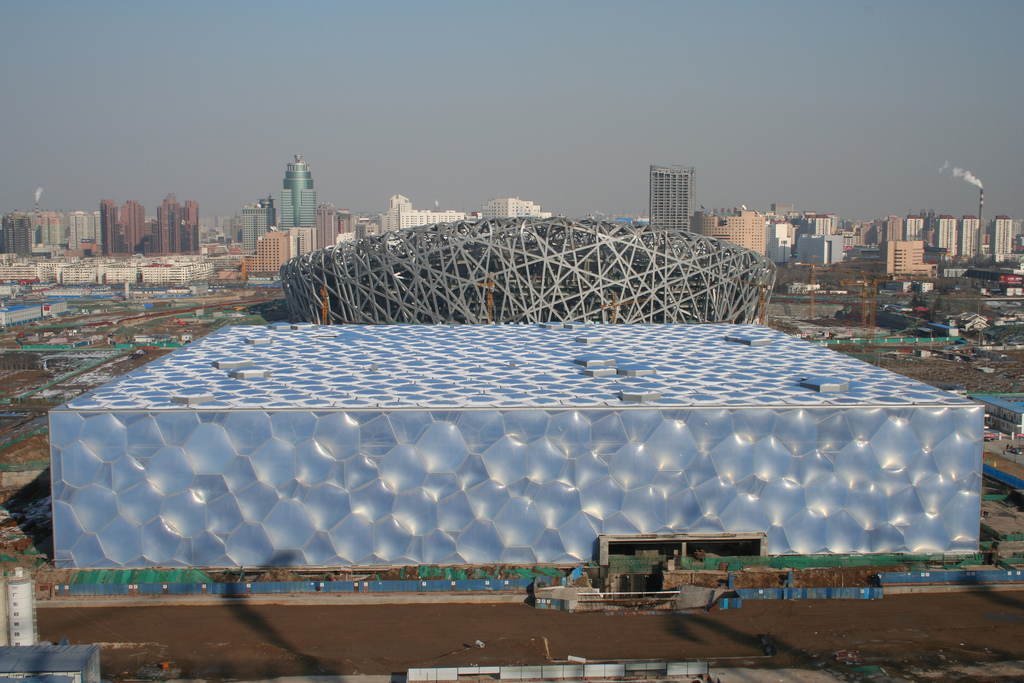
Centro Aquático Nacional de Pequim e Estádio Nacional de Pequim (fundo)

As competições por equipes do nado sincronizado nos Jogos Olímpicos de Verão de 2008 foram realizadas entre 22 e 23 de agosto de 2008 no Centro Aquático Nacional de Pequim.

## Calendário
| Dia                  | Horário       | Rodada         |
| -------------------- | ------------- | -------------- |
| Sexta, 23 de agosto  | 15:00 (UTC+8) | Rotina técnica |
| Sábado, 24 de agosto | 15:00 (UTC+8) | Rotina livre   |

## Medalhistas
|  | RUS Rússia |  | ESP Espanha |  | CHN China                                                                                            |
|  | Anastasia Davydova Anastasia Ermakova Maria Gromova Natalia Ishchenko Elvira Khasyanova Olga Kuzhela Yelena Ovchinnikova Anna Shorina Svetlana Romashina |  | Alba María Cabello Andrea Fuentes Gemma Mengual Gisela Morón Irina Rodríguez Laura López Paola Tirados Raquel Corral Thaïs Henríquez |  | Gu Beibei Huang Xuechen Jiang Tingting Jiang Wenwen Liu Ou Luo Xi Sun Qiuting Wang Na Zhang Xiaohuan |

## Resultados
Para cada rotina (técnica e livre), as equipes foram julgadas por dois júris (um técnico e outro artístico), com cinco juízes cada. Cada juiz atribuiu uma nota de zero a dez e as notas mais baixas e as mais altas foram descartadas, sobrando assim seis notas, que foram somadas, determinando a pontuação da rotina.
Na rotina técnica, cada equipe (composta de 8 atletas) executou uma apresentação que deveria conter os 12 elementos obrigatórios em ordem determinada e deveriam ser executados em 2 minutos e 50 segundos (com mais ou menos 15 segundos).
Na rotina livre, não houve restrição da música, conteúdo e coreografia e deveria ser executada em 4 minutos (também com mais ou menos 15 segundos).
O resultado final é a soma da pontuação da rotina técnica e da rotina livre.
| Pos.              | Equipe | Rotina técnica (50%) | Rotina técnica (50%) | Rotina livre (50%) | Rotina livre (50%) | Total de pontos |
| Pos.              | Equipe | Pontos               | Pos.                 | Pontos             | Pos.               | Total de pontos |
| ----------------- | --- | -------------------- | -------------------- | ------------------ | ------------------ | --------------- |
| Medalha de ouro   | RUS Rússia Anastasia Davydova Anastasia Ermakova Maria Gromova Natalia Ishchenko Elvira Khasyanova Olga Kuzhela Yelena Ovchinnikova Anna Shorina Svetlana Romashina | 99,000               | 1                    | 100,000            | 1                  | 99,500          |
| Medalha de prata  | ESP Espanha Alba María Cabello Andrea Fuentes Gemma Mengual Gisela Morón Irina Rodríguez Laura López Paola Tirados Raquel Corral Thaïs Henríquez                    | 97,833               | 2                    | 98,667             | 2                  | 98,251          |
| Medalha de bronze | CHN China Gu Beibei Huang Xuechen Jiang Tingting Jiang Wenwen Liu Ou Luo Xi Sun Qiuting Wang Na Zhang Xiaohuan                                                      | 97,167               | 3                    | 97,500             | 3                  | 97,334          |
| 4                 | CAN Canadá Marie-Pierre Boudreau-Gagnon Jessika Dubuc Marie-Pierre Gagné Dominika Kopcik Éve Lamoureux Tracy Little Élise Marcotte Jennifer Song                    | 95,167               | 5                    | 96,167             | 4                  | 95,668          |
| 5                 | USA Estados Unidos Brooke Abel Janet Culp Kate Hooven Christina Jones Andrea Nott Annabelle Orme Jill Penner Kim Probst Becky Kim                                   | 95,167               | 5                    | 95,500             | 5                  | 95,334          |
| 5                 | JPN Japão Ai Aoki Saho Harada Naoko Kawashima Hiromi Kobayashi Erika Komura Ayako Matsumura Emiko Suzuki Masako Tachibana Yumiko Ishiguro                           | 96,333               | 4                    | 94,333             | 6                  | 95,334          |
| 7                 | AUS Austrália Eloise Amberger Coral Bentley Sarah Bombell Myriam Glez Erika Leal Ramírez Tarren Otte Samantha Reid Bethany Walsh Tamika Domrow                      | 80,834               | 7                    | 83,500             | 7                  | 82,167          |
| 8                 | EGY Egito Reem Abdalazem Aziza Abdelfattah Hagar Badran Dalia El-Gebaly Shaza El-Sayed Youmna Khallaf Mai Mohamed Nouran Saleh                                      | 79,500               | 8                    | 82,166             | 8                  | 80,833          |